# 陸毛翅尺蛾
陸毛翅尺蛾（学名：Trichopteryx terranea）为尺蛾科毛翅尺蛾屬下的一个种。